# Feu de Saint-Pol
Le feu de Saint-Pol est un phare situé au bout de la jetée ouest du port de Dunkerque, inscrit aux monuments historiques. Propriété de l'État, il est envisagé de le céder aux collectivités locales. Paradoxalement, il doit son nom à Saint-Pol-sur-Mer, bien qu'il se trouve à Dunkerque.
Construit en 1937-1938 (mais restauré à l'identique en 1954), allumé en 1939, il est la dernière œuvre de l'architecte Gustave Umbdenstock. Il est inscrit monument historique depuis le 31 décembre 1999. Il n'est plus en service et son état est préoccupant.

## Caractéristiques du feu
Le feu de Saint-Pol est dénommé « feu » faute de satisfaire à au moins deux des critères de la définition du phare au sens strict qu'en donne l'administration française.
L'architecture particulière du feu de Saint-Pol apparaît comme une sculpture anachronique et déroutante. La partie couronnement de la tour offre ainsi à sa lanterne un décor singulier pour un édifice destiné à la signalisation portuaire. Trois coupoles renversées futuristes font la signature artistique de ce phare tout en séparant utilement les éclats des différents feux secondaires. Elles produisent un surprenant contraste avec la partie supérieure constituée d'un encorbellement d'inspiration moyenâgeuse, avec ses ouvertures en forme de meurtrières, supporté par une série de corbeaux verticaux alignés selon une géométrie néanmoins presque contemporaine qui se termine par un balcon circulaire. Celui-ci est équipé d'une rambarde métallique servant aujourd'hui de support à une série de quatre panneaux solaires. Cette singularité architecturale explique probablement qu'on qualifiait jadis le feu de « la plus belle tour du plus beau château ».
Au sommet, la base du dôme de cuivre qui coiffe le feu est décorée d’une frise en métal découpé (formant une couronne) qui surplombe des gargouilles noires en forme de tête de lion (Cf. Galerie).

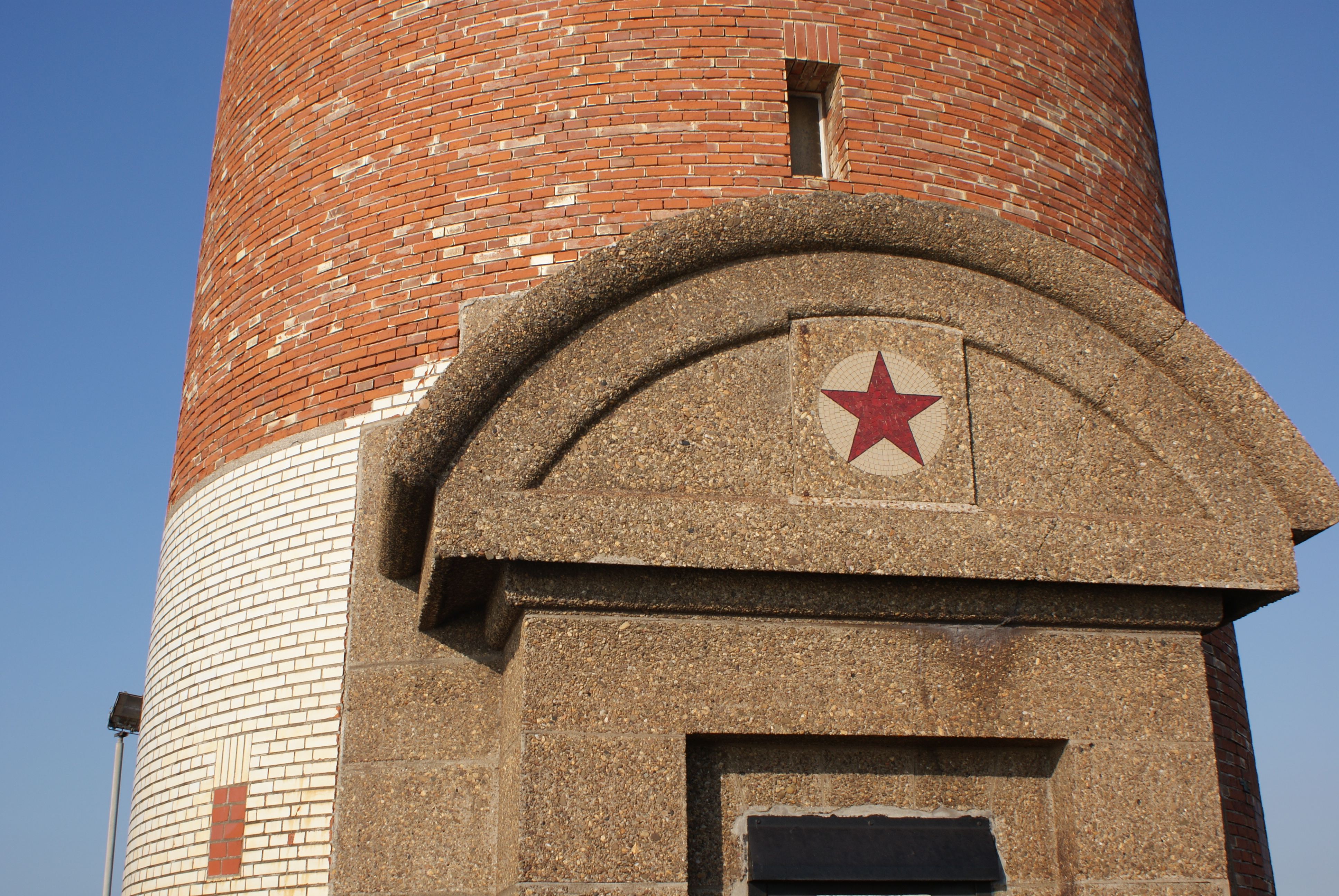
Porte du phare, avec son étoile des vents (emblème du Service des phares et balises) et une partie émaillée préservée (à gauche).

Le fut, légèrement tronconique, est réalisé en briques rouges mais, à l'origine, il était entièrement revêtu de briques émaillées blanches, du moins jusqu'à l'encorbellement (Cf. Galerie). Au-dessus, seuls le soulignement des ouvertures, le haut des corbeaux et le rebord supérieur étaient émaillés ou blanchis. Sous les coupelles le fût était ombré d'une teinte différente. L'émail s'est érodé avec le temps mais cela explique les traces blanchâtres qui s'observent un peu partout sur le phare. Il subsiste d'ailleurs une petite partie émaillée intacte à la base, près de la porte d'entrée et dans la partie arrière (face à la mer) où l'on peut malheureusement observer aussi le début de la dégradation du double revêtement (Cf. Galerie).
Sur le fût du phare, se trouvent les feux secondaires, dits feux de police, composés de trois rangées de signaux lumineux, rouges et verts, qui étaient autrefois employés pour réguler les entrées et sorties dans le port, à partir de la capitainerie d'où ils étaient actionnés. Les trois coupoles précédemment signalées leur servent de pare-soleil. Les signaux, rouges et verts, sont orientés vers les quatre points cardinaux.
La hauteur du feu est de 36 m et sa portée de 15 milles (pour le secteur blanc) et 12 milles (pour le secteur vert).
Le phare se trouve sur le musoir d'une longue jetée dont le côté ouest n'est totalement baigné par la mer qu'au moment des grandes marées. Pour les autochtones, la jetée est un lieu de pêche prisé et varié. L'été on y prend surtout du maquereau tandis que le côté Est est propice au ramassage des moules sauvages.

## Sauvetages du feu
Pendant la Seconde Guerre mondiale, il était entouré et enseveli par un blockhaus jusqu'à mi-hauteur et servait de poste d'observation, les sous-sols étant transformés en chambres de munitions. Précédemment, des rails avaient même été installés sur la jetée pour faciliter le transport et les déplacements (cf. galerie). Le blockhaus fut démonté en 1946 mais il fallut attendre encore huit ans pour retrouver un feu restauré dans son état initial en 1954.
Le feu fut gardé jusqu'à son automatisation en 1979 (le dernier gardien en poste fut M. Tange José jusqu'en 1979). Délabré ensuite, notamment après que l'on eut arrêté son chauffage en 1991, son remplacement fut envisagé par une structure métallique.
Pour juguler cette perspective, une association de défense (Myosotis) s'est créée en 1996, notamment pour faire reconnaître le feu de Saint-Pol comme monument historique, ce qui fut obtenu par arrêté en date du 31 décembre 1999 grâce à l'action conjuguée de cette association et des élus. La campagne de sauvegarde du feu qu'elle engagea fut notamment marquée par la vente d'une affiche du feu dessinée par E. Stroobandt et l'accueil d'une exposition sur les plus beaux phares du monde élaborée par le photographe K. Spitzer.
Cependant, l'entretien du feu est toujours lacunaire et le bâtiment continue de se dégrader. En 2010, l'État envisage de le céder gratuitement aux collectivités locales. En effet, sans chauffage depuis des lustres, jamais aéré, il est victime de l'humidité. Des filets de protection ont été posés pour éviter les chutes de pierres.
En 2014, une étude est entreprise sous l'égide du Musée portuaire, qui gère déjà le phare de Risban, dans le cadre d'un comité de pilotage avec Les Phares et Balises, le Grand port maritime de Dunkerque et la DRAC, pour envisager l'avenir du phare et le coût de son sauvetage. En 2018 on est toujours à la recherche du financement nécessaire pour des travaux estimés à 1,5 million d'euros.  
Depuis 2012, le feu de Saint-Pol est choisi pour illustrer l'affiche du festival mondial du film de mer à Dunkerque Les Écrans de la mer.
Le 21 avril 2022, Patrice Vergriete Maire et Président de la Communauté Urbaine de Dunkerque annonce que le Feu de Saint-Pol va être rénové. En effet la Ville de Dunkerque est lauréate d’un appel à projets du Ministère de la Mer, qui financera une première tranche de travaux.

## Accès au feu
Initialement, le phare était accessible les jours de tempête par une galerie souterraine sous la jetée (elle est désormais murée). Aujourd'hui, l'accès au phare reste uniquement pédestre à partir de la naissance de la jetée ouest qui, elle, est accessible par la route de l'Écluse-Trystram, après le passage de deux ponts d'écluses amovibles (dont l'écluse Charles-de-Gaulle), à partir de Dunkerque, en passant par le phare de Risban. Un itinéraire de contournement des écluses est possible par l'ouest, à partir de Grande-Synthe, par la digue du Braek, le long de la zone industrielle portuaire de Dunkerque qui permet aussi de découvrir une immense plage de sable fin qui aboutit aux pieds de la jetée ouest supportant le phare. Le feu ne se visite pas.

## Galerie

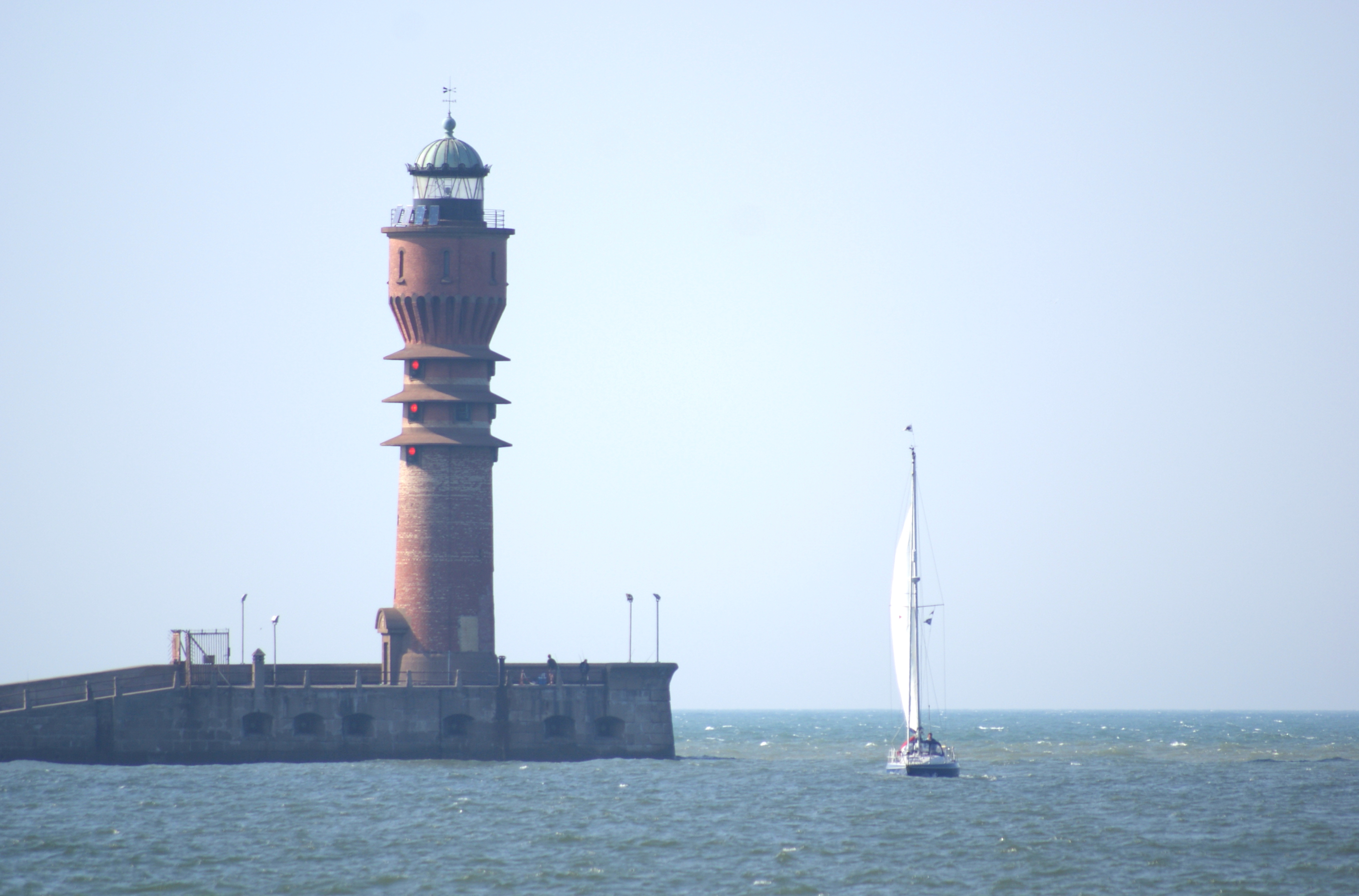
2008 - Le phare sur son promontoire (musoir) côté Est.
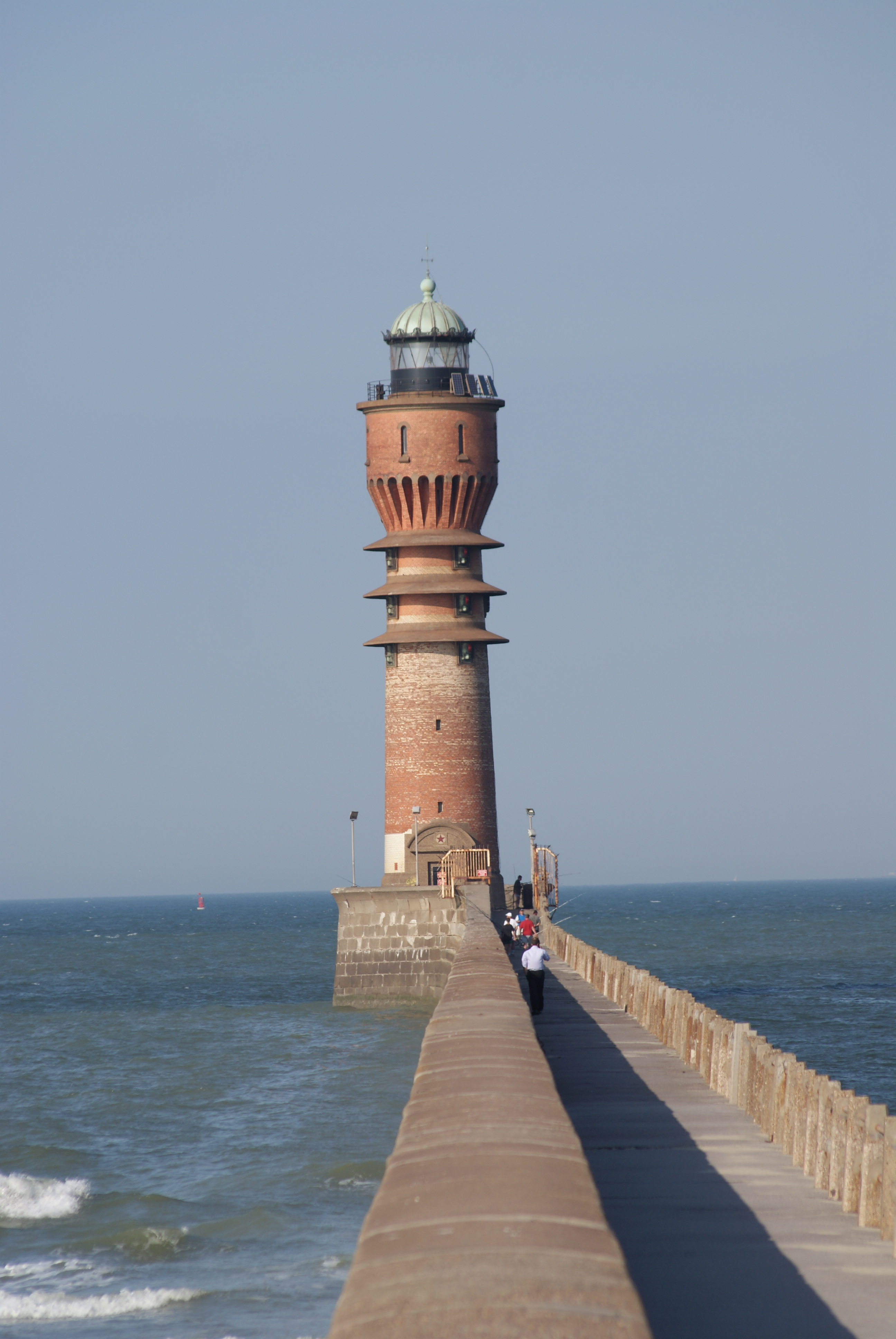
2008 - Le phare bordé des deux côtés par la mer.
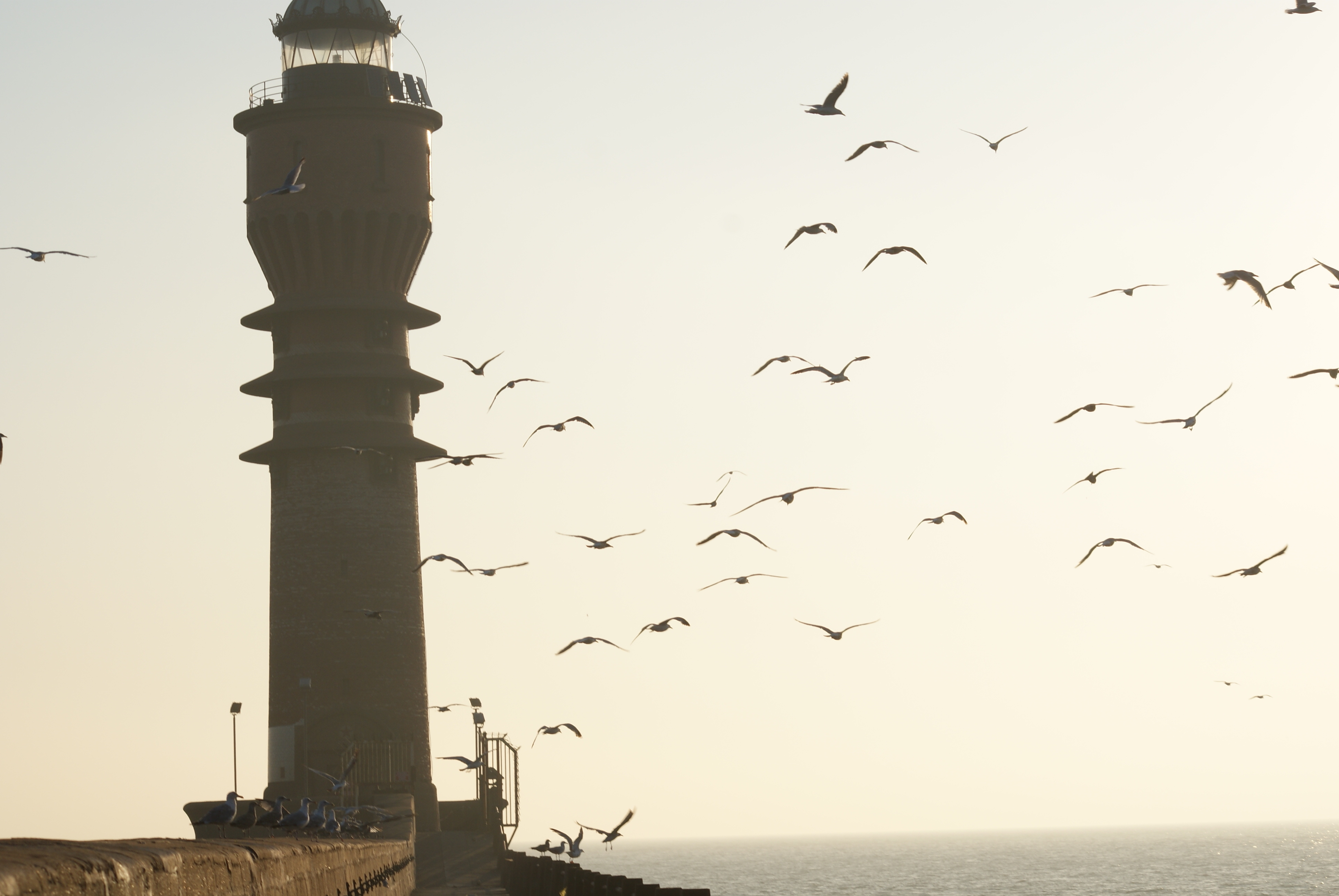
2008 - Le phare refuge des mouettes et cormorans au lever du jour.
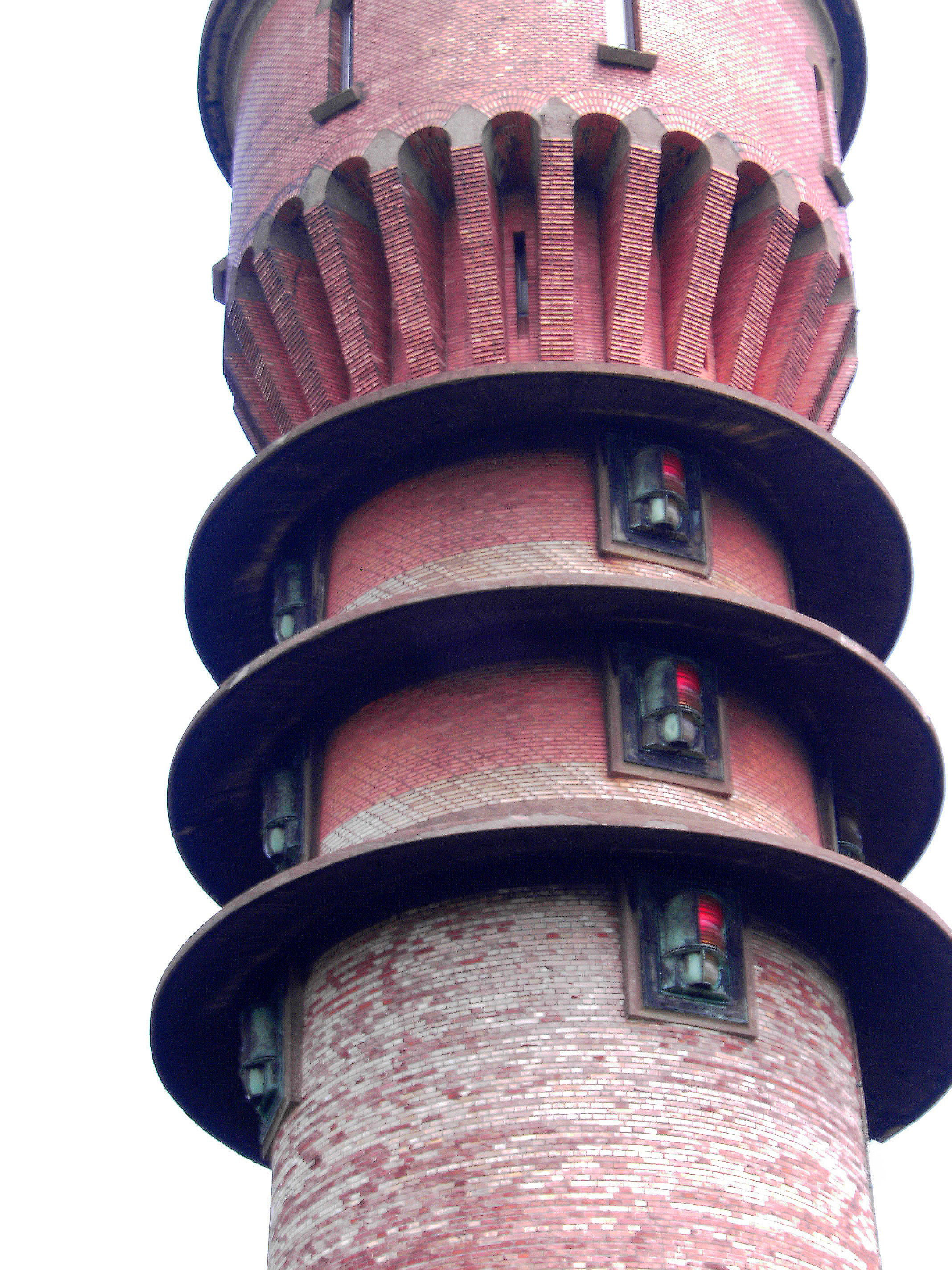
2008 - Ensemble coupoles, signaux et encorbellement.
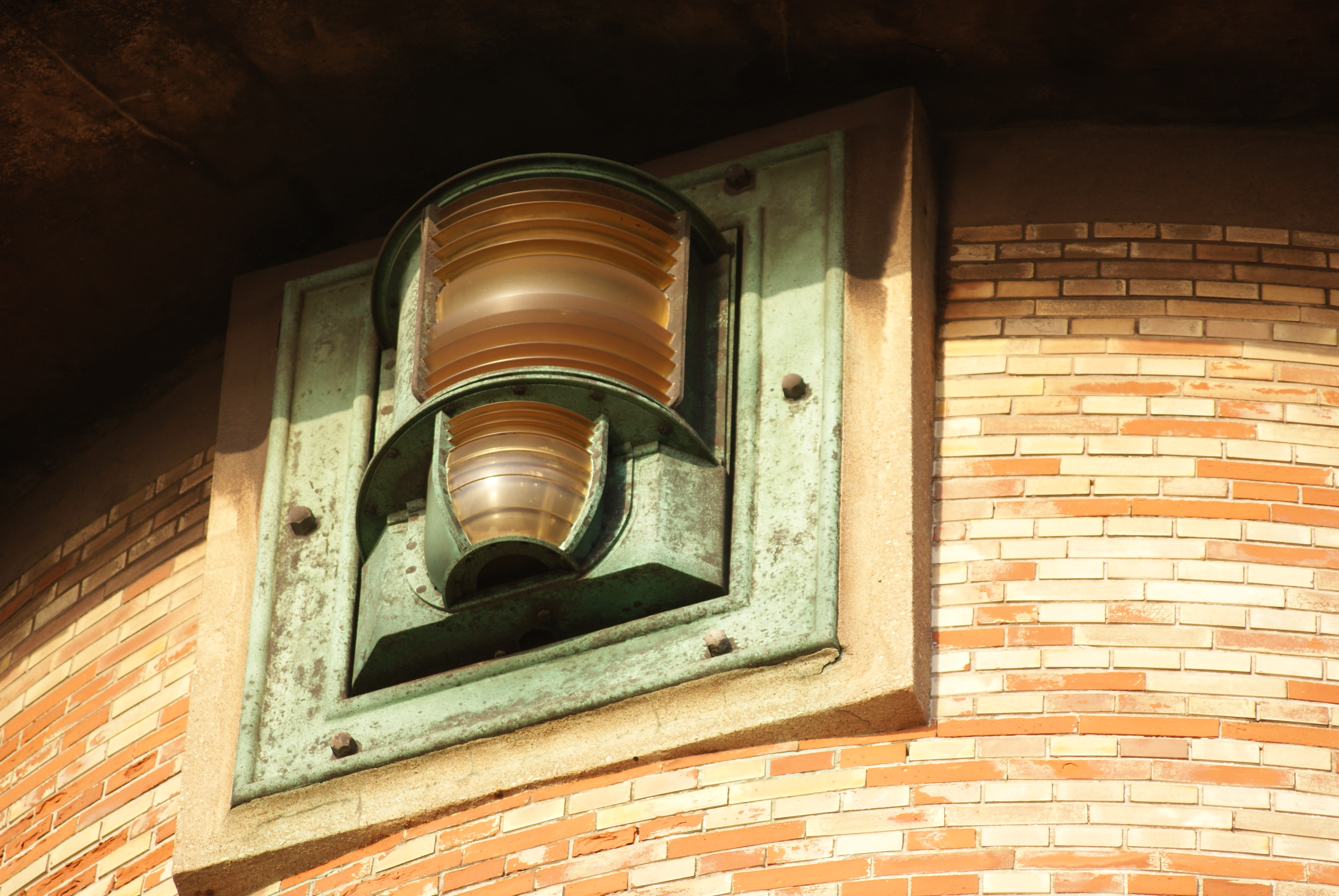
2008 - Détail d'un des signaux rouges.
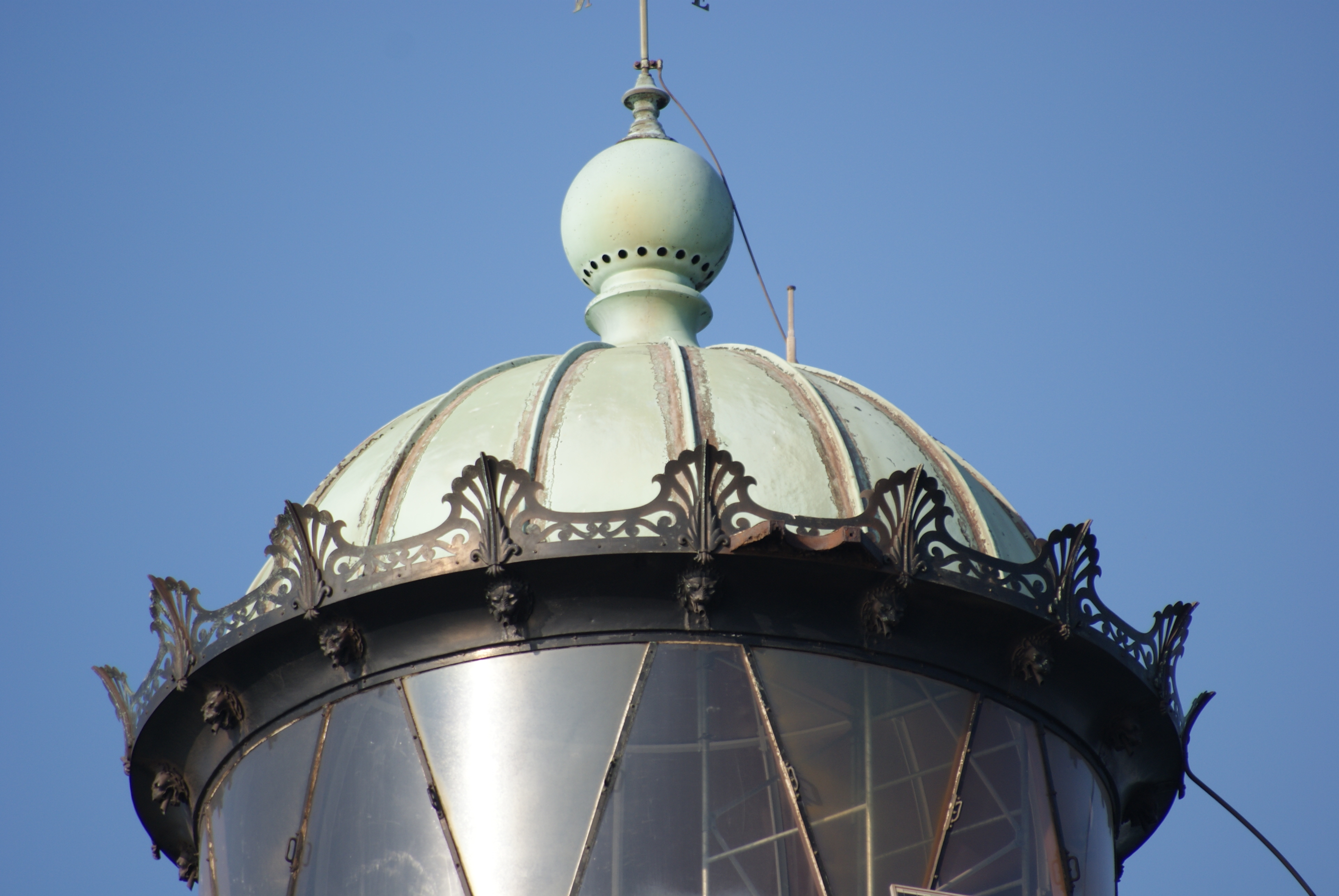
2008 - Détail du couronnement avec ses gargouilles.
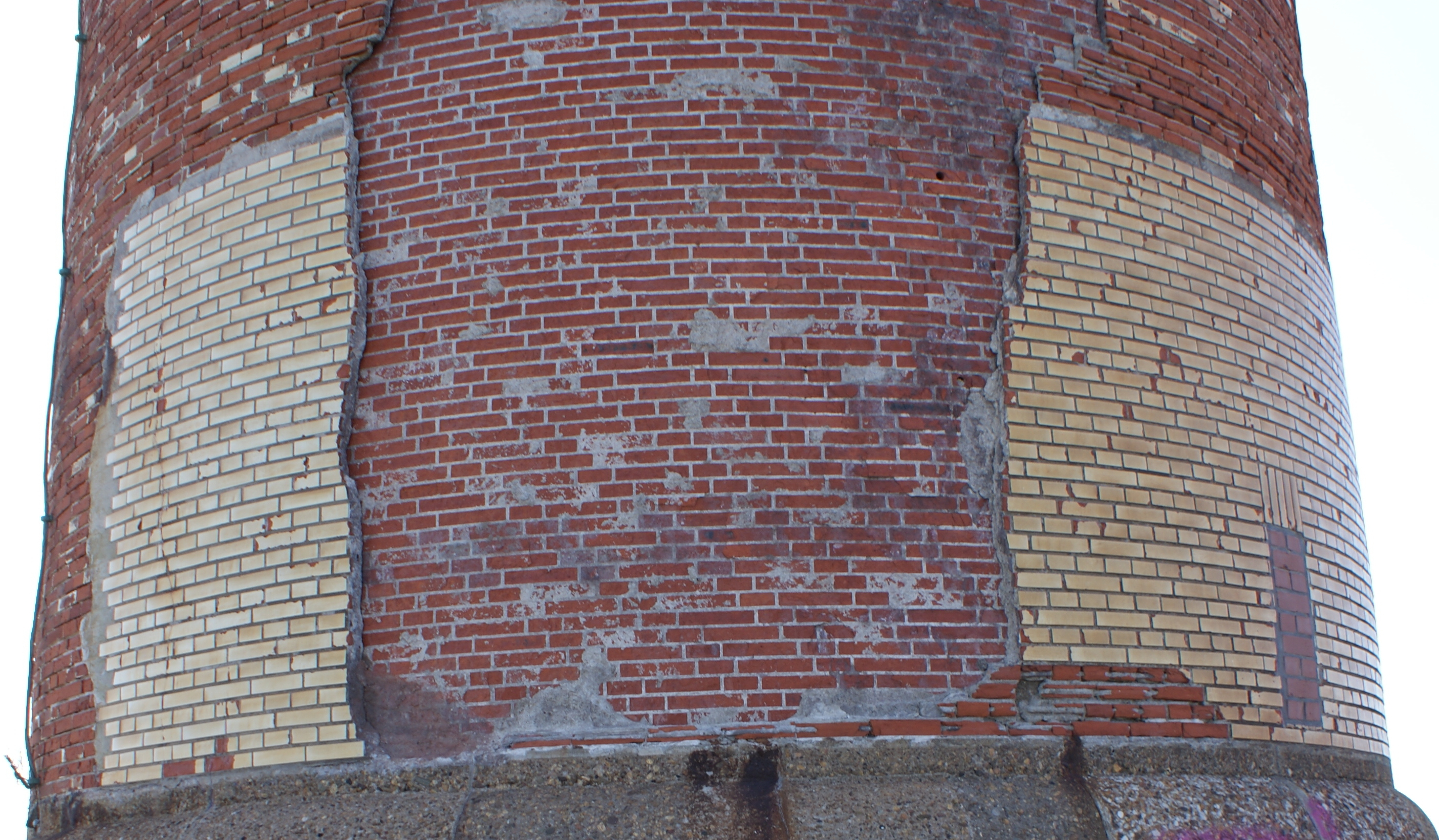
2008 - Détail des couches du revêtement en briques et vestiges émaillés (côté mer).
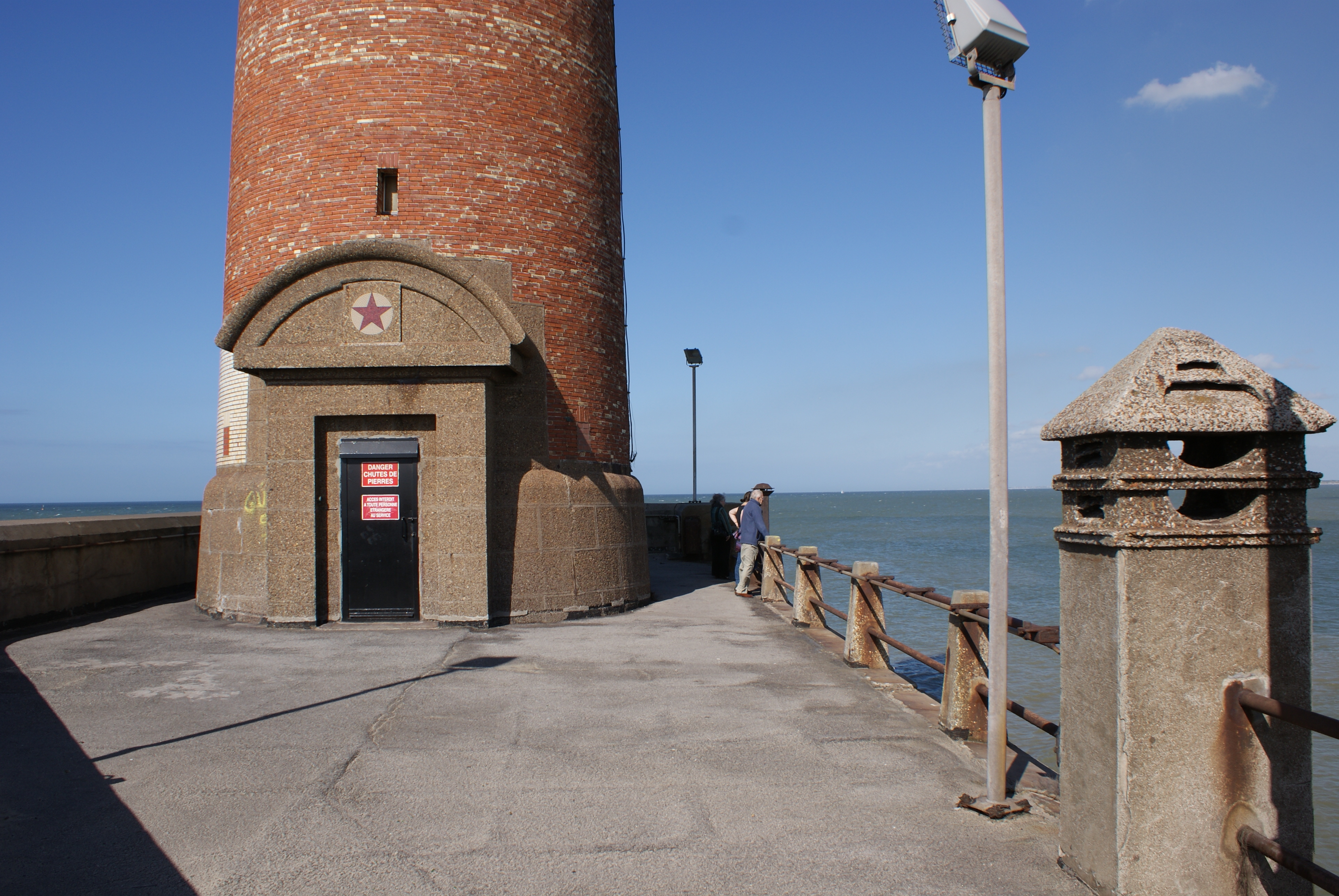
2008 - La porte et son parvis, sur lequel sont disposés des spots permettant d'illuminer le bâtiment.
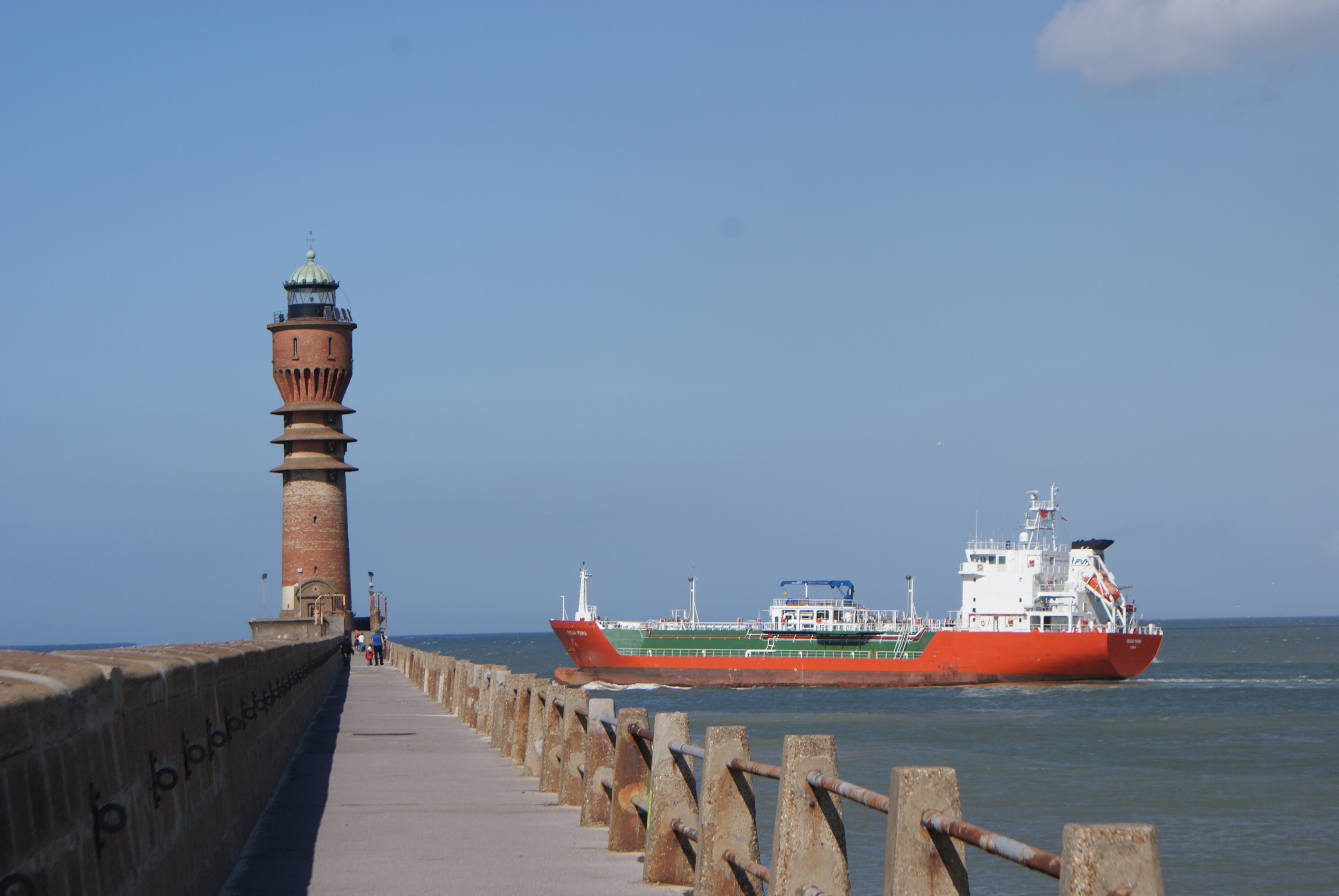
2008 - Le phare, point de repère pour la navigation.
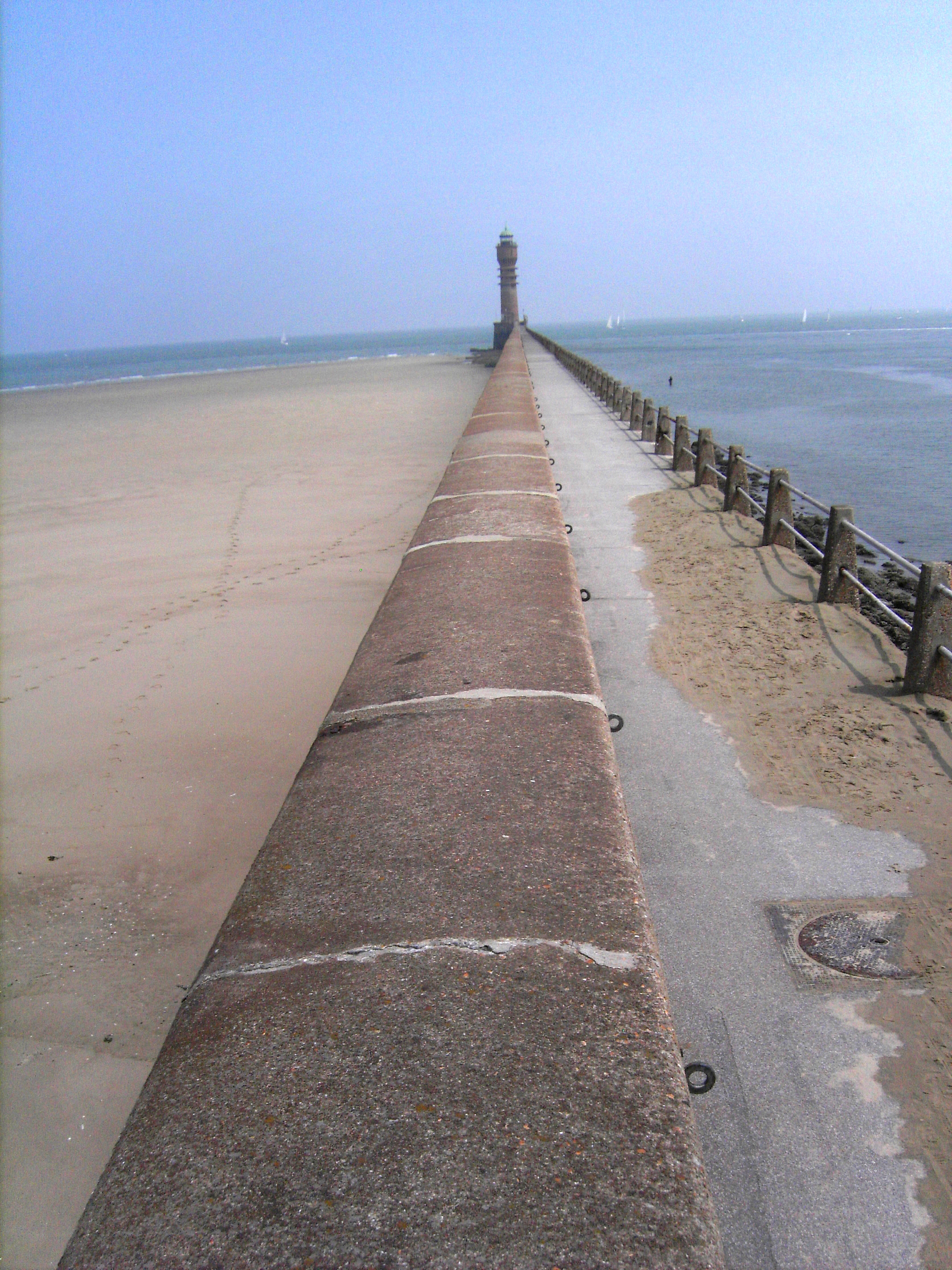
2008 - Le phare tout au bout de la jetée qui en permet l'accès à pieds.
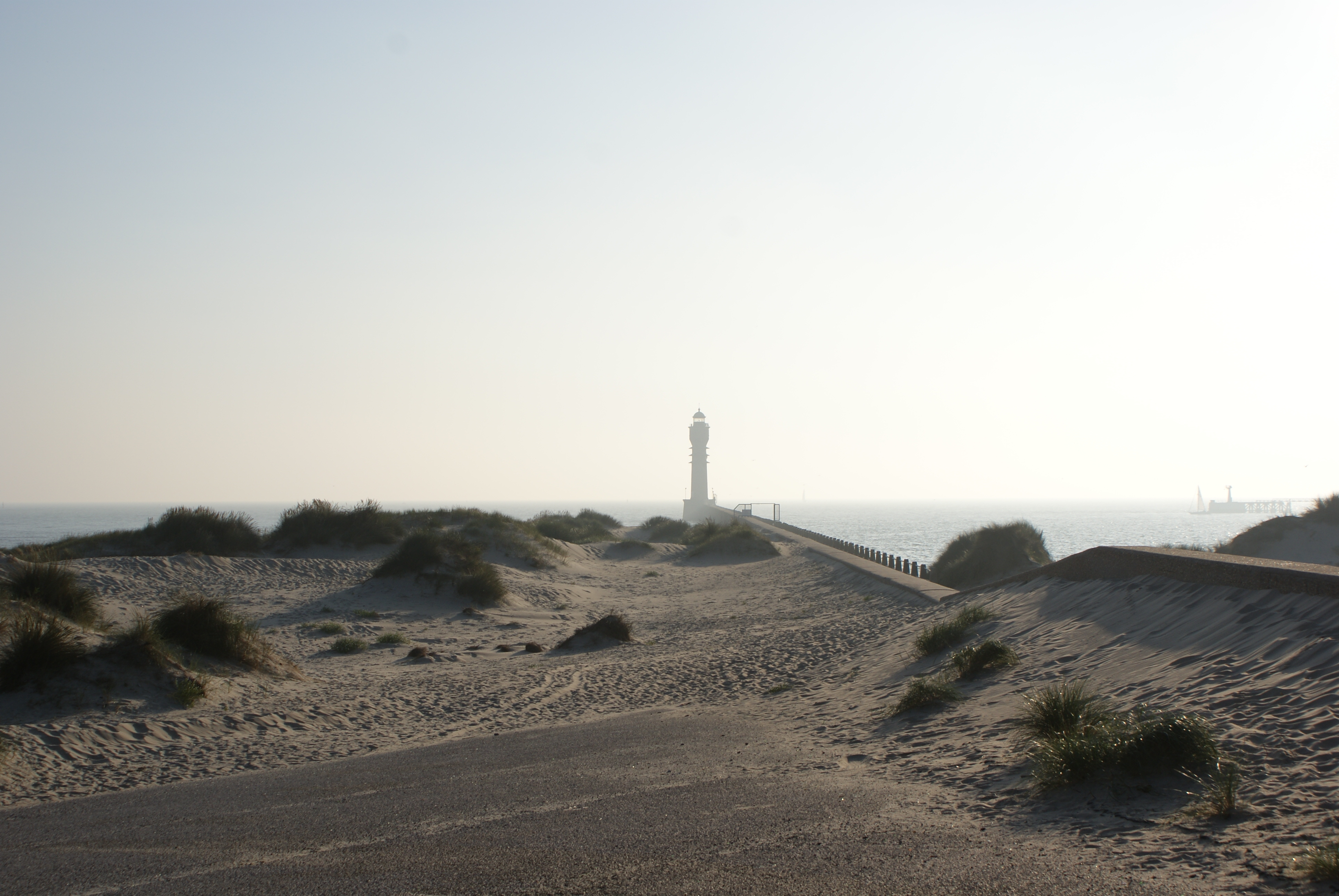
2008 - Le phare vu du parking, dans la brume du matin.
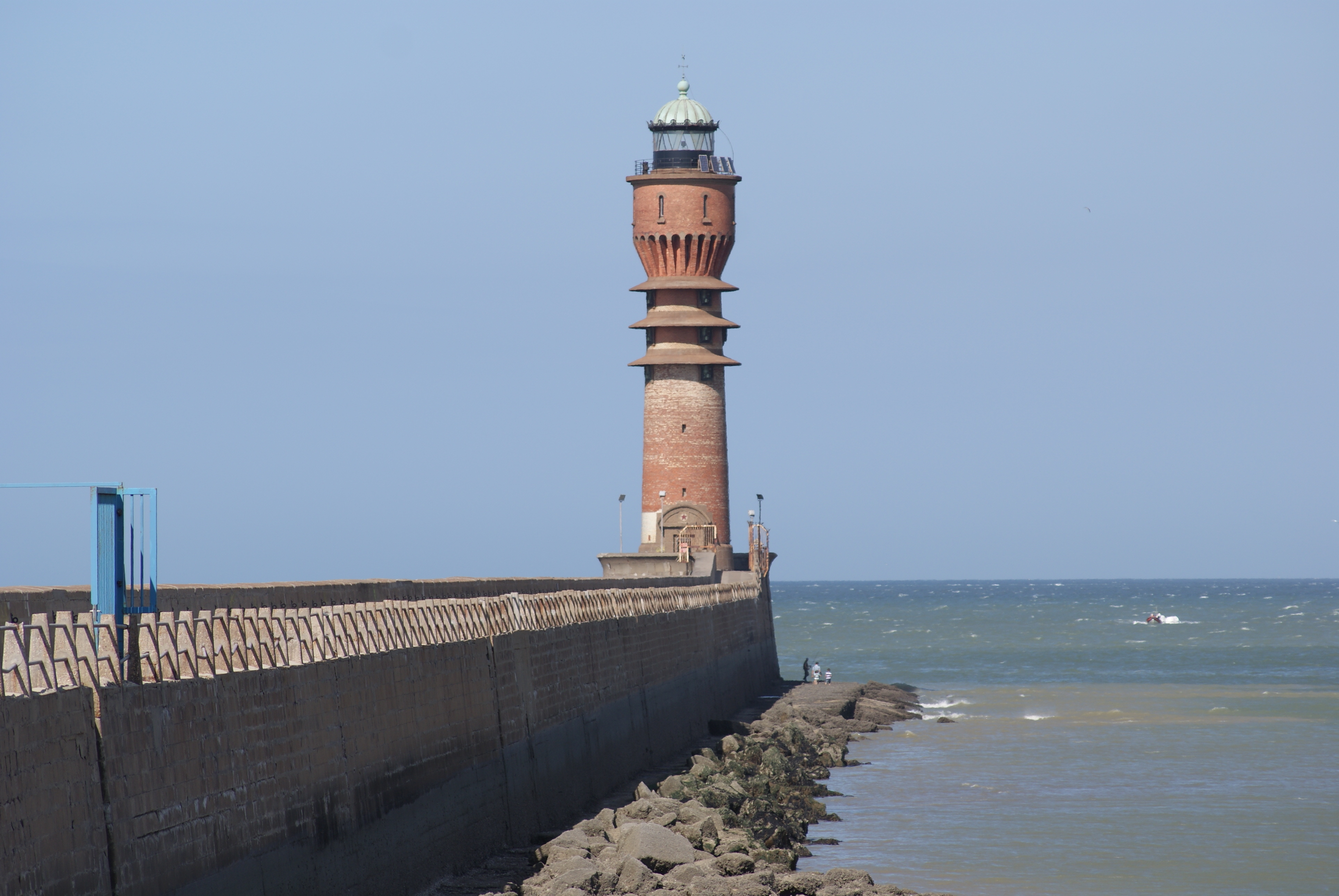
2008 - Partie septentrionale de la jetée du phare où l'on pêche généralement.
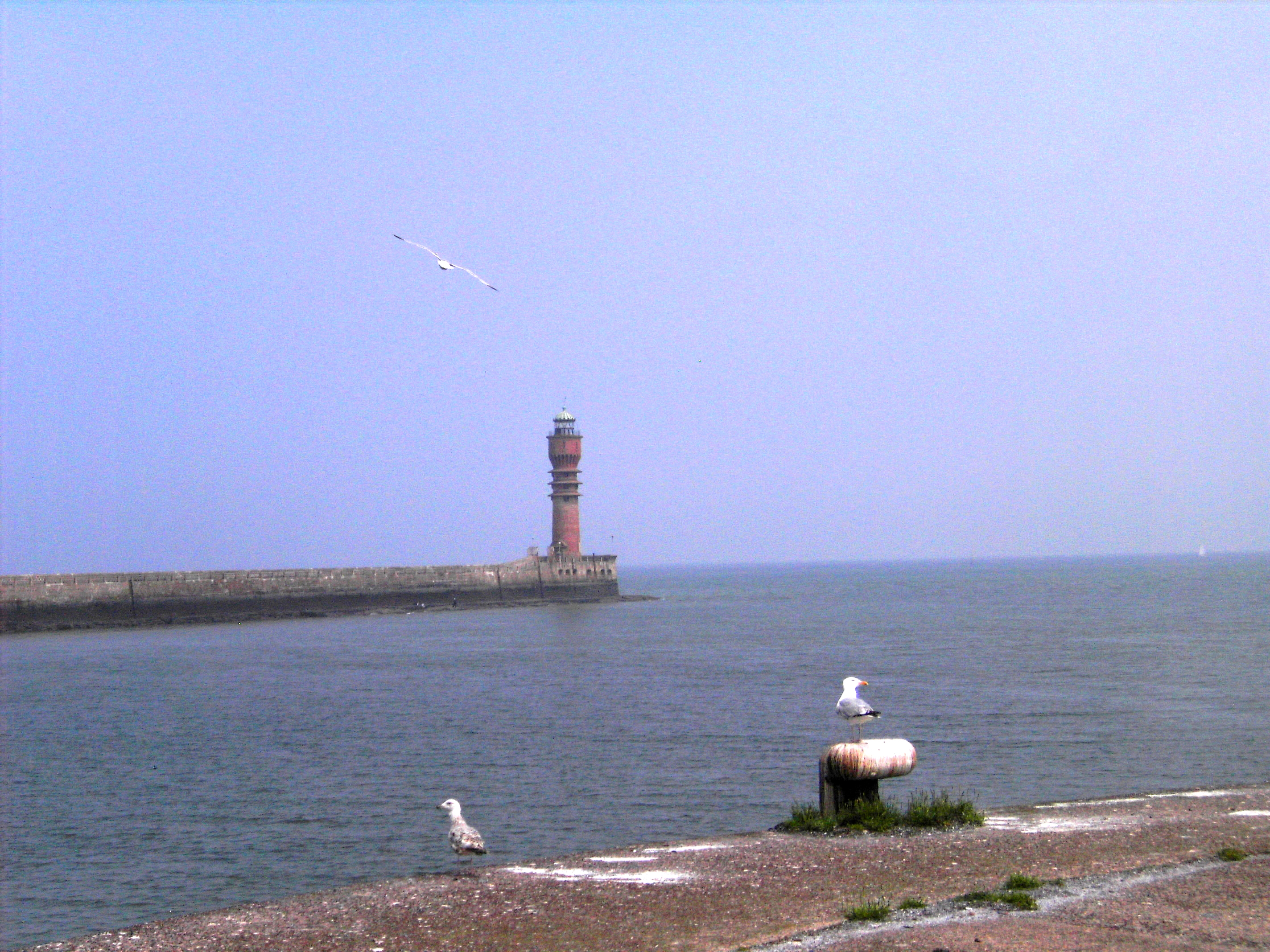
2008 - Vue du phare de la jetée lui faisant face (côté Est).
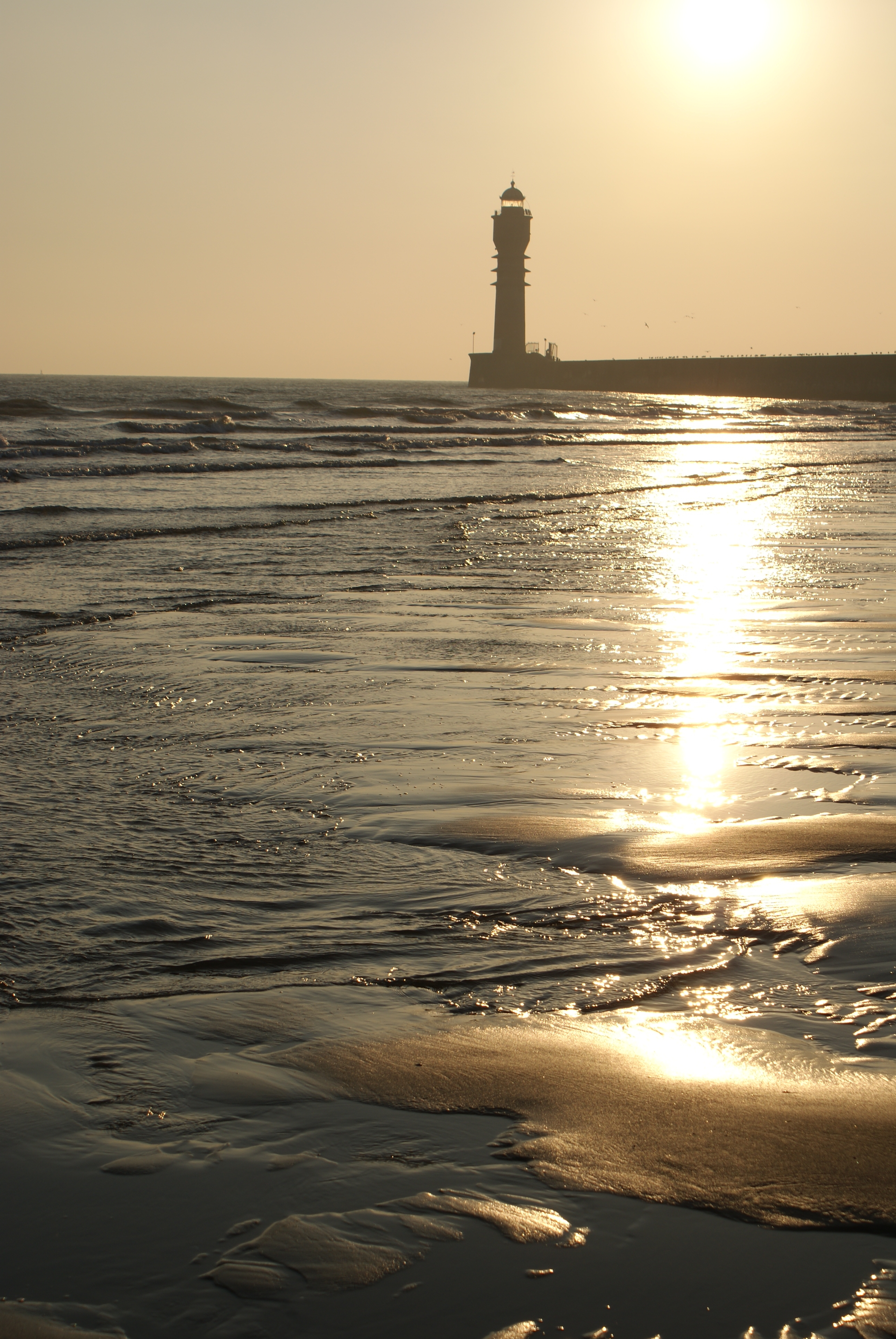
2008 - Le phare au soleil levant côté Ouest.
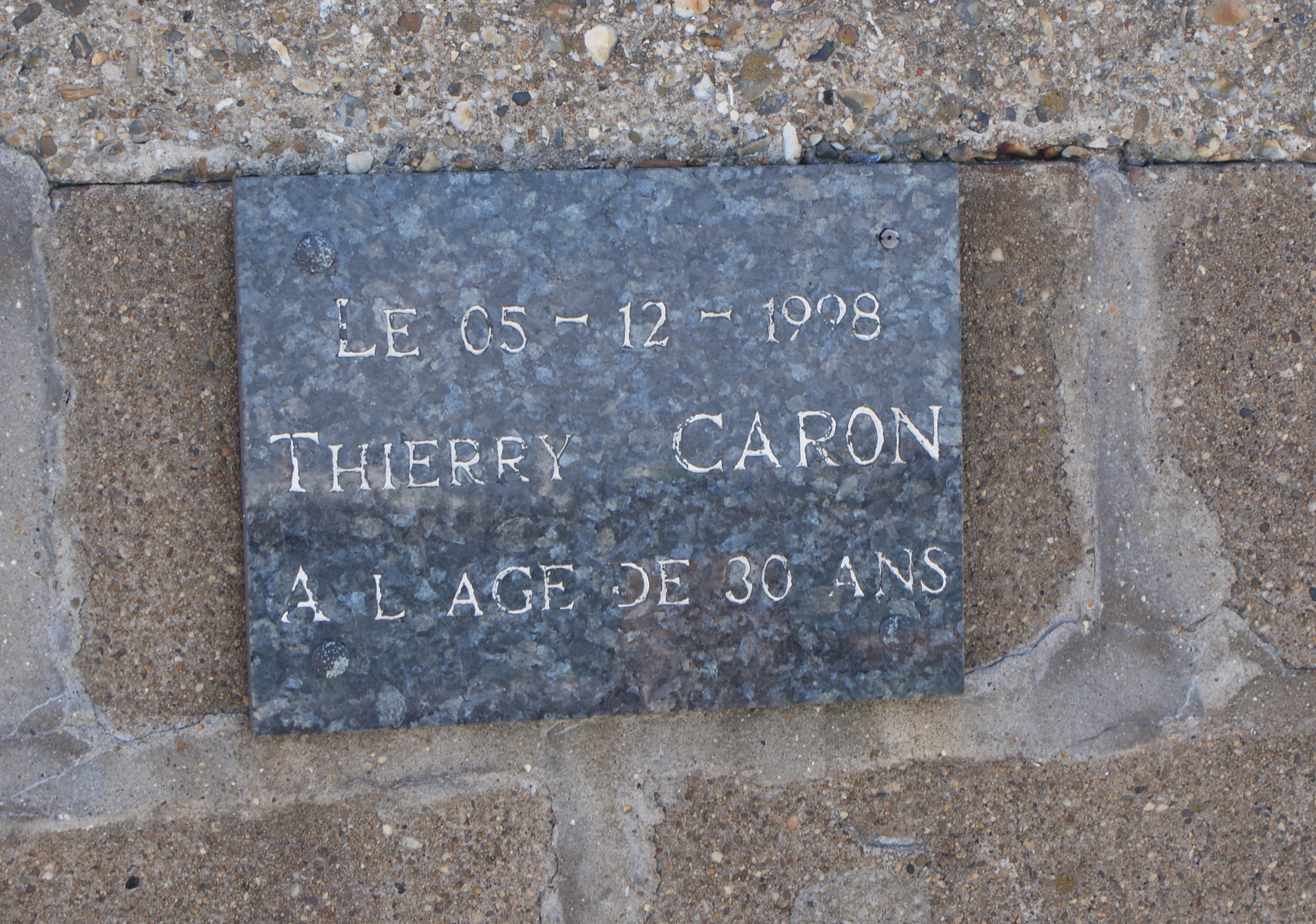
2008 - Plaque commémorative le long de la jetée menant au phare.
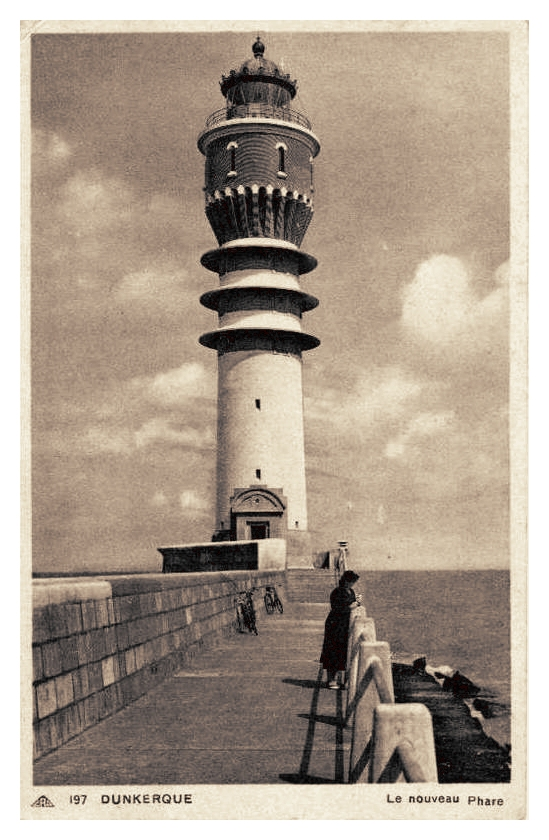
Vieille carte postale laissant apparaître l'état initial du feu (Patrick Maire / phare-et-feux.fr).
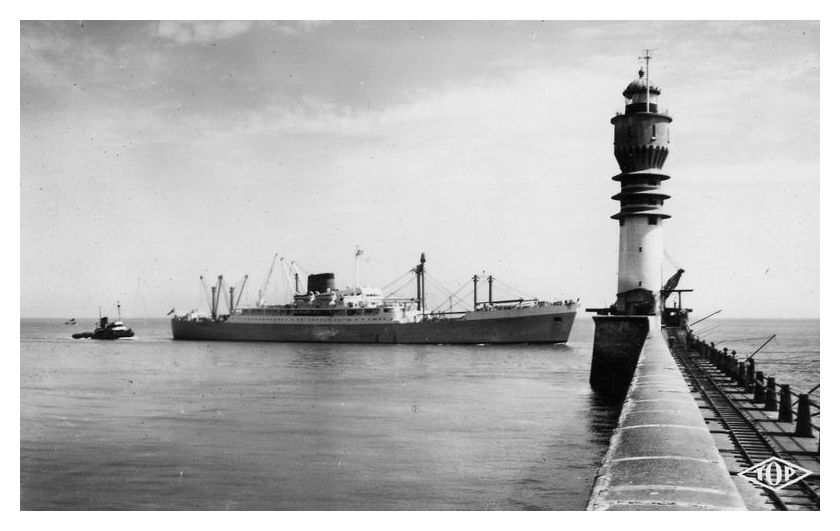
Vieille carte postale sur laquelle apparaissent les rails posés sur la jetée (Patrick Maire / phare-et-feux.fr).